# Télimélé (Präfektur)

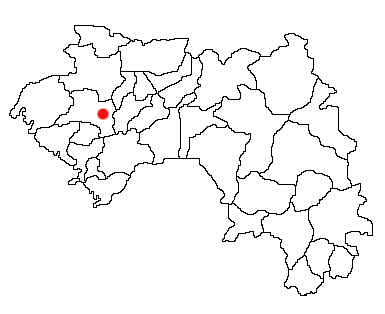
Lage von Stadt und Präfektur Télimélé in Guinea

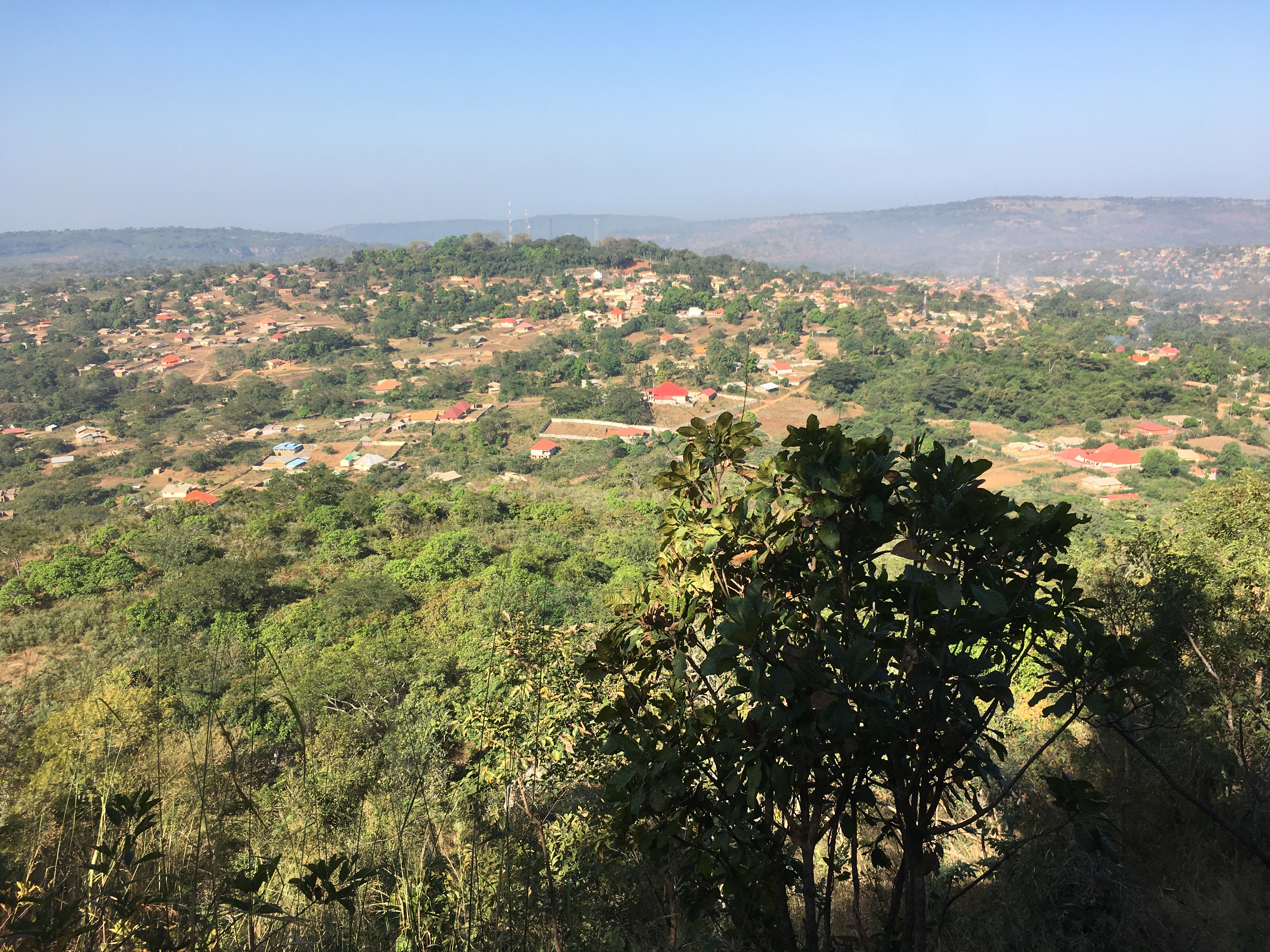
Télimélé

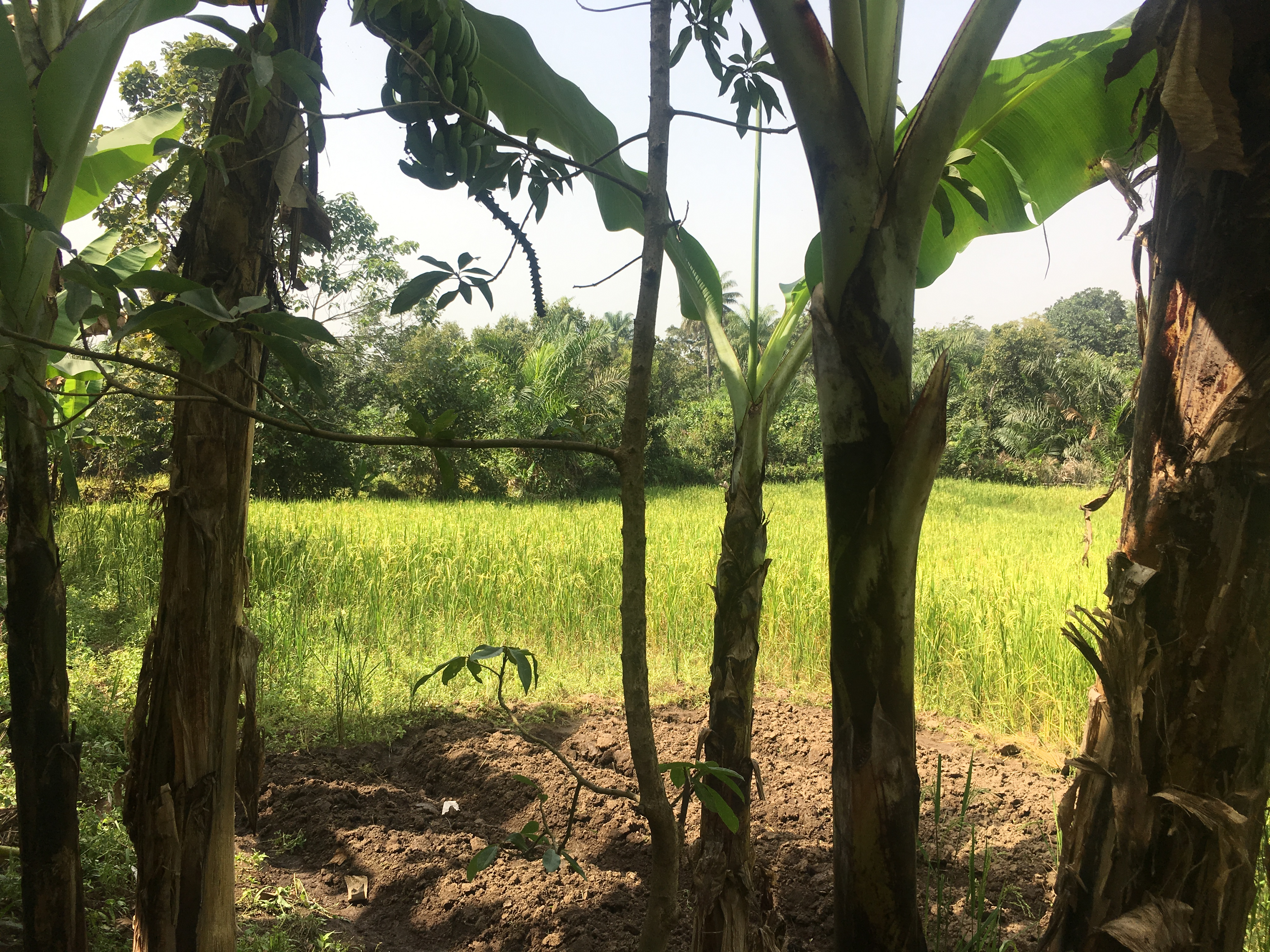
Reisfeld und Bananenstauden bei Télimélé

Télimélé ist eine Präfektur in der Region Kindia in Guinea mit etwa 282.000 Einwohnern. Wie alle guineischen Präfekturen ist sie nach ihrer Hauptstadt, Télimélé, benannt.

## Geographie
Die Präfektur liegt eher im Westen des Landes und auch im Westen des hügeligen Fouta Djallon und umfasst eine Fläche von 8080 km².
Die Stadt Télimélé, die 1996 11.000 Einwohner hatte, liegt in nördlicher Richtung 170 Kilometer von der Hauptstadt Conakry entfernt, die über Kindia oder Kaletta erreichbar ist.

## Bevölkerung
Die Bewohner sind mehrheitlich muslimische Fulani (Peul).

## Wirtschaft
Die Präfektur ist stark von Landwirtschaft geprägt; so werden Reis, Hirse und Früchte angebaut und es wird Viehzucht betrieben. Auf dem Markt von Téliméle werden die lokalen Landwirtschaftsprodukte angeboten und Haushaltsgegenstände und Arbeitsgeräte verkauft. Vieh wird zusätzlich zum Verkauf nach Conakry transportiert.